# Baldur’s Gate II: Tron Bhaala
Baldur’s Gate II: Tron Bhaala (ang. Baldur’s Gate II: Throne of Bhaal) – dodatek do komputerowej gry fabularnej Baldur’s Gate II: Cienie Amn wydanej w 2001 roku, kończący całą sagę.

## Nowości
W stosunku do Baldur’s Gate II, Tron Bhaala wprowadza nową klasę, dzikiego maga, nowego NPC, wiele nowych, potężnych przedmiotów i artefaktów, w tym przedmiotów składanych ze znalezionych w grze części. Dodano również unikatowe dla każdej klasy postaci umiejętności oraz dziesiąty krąg zaklęć dla klas czarujących. Limit zdobywanego przez gracza doświadczenia ustawiono na 8 milionów punktów.

## Fabuła
Fabuła Tronu Bhaala rozgrywa się po wydarzeniach z drugiej części Baldur’s Gate. Okazuje się, że zmarły bóg mordu i ojciec głównego bohatera, Bhaal, w czasie swojej wędrówki po ziemi spłodził wiele potomstwa, zaś pięcioro najpotężniejszych dzieci Bhaala połączyło swoje siły, by wymordować pozostałe i w ten sposób wypełnić przepowiednię jego powrotu.
Większość gry oparta jest na starciach z armiami rodzeństwa głównego bohatera, jednak osiągnąć cel można często na kilka różnych sposobów. W zależności od wyborów gracza istnieje kilka możliwych zakończeń gry. Również wpływ wywierany na niektórych NPC jest duży i zależy od obranej ścieżki.
Gra została w pełni spolonizowana przez CD Projekt, zaś głos podkładali znani z poprzedniej części aktorzy, m.in.:
- Narrator – Piotr Fronczewski
- Jon Irenicus – Krzysztof Kolberger
- Viconia DeVir – Gabriela Kownacka
- Jan Jansen – Jan Kobuszewski
- Keldorn Firecam – Marek Perepeczko
- Sarevok – Wiktor Zborowski
- Haer'dalis – Andrzej Butruk
- Korgan Krwawy Topór – Jarosław Boberek
- Edwin Odesseiron – Robert Płuszka